# Melanagromyza dipetala
Melanagromyza dipetala este o specie de muște din genul Melanagromyza, familia Agromyzidae, descrisă de Mitsuhiro Sasakawa în anul 2006.
Este endemică în Hong Kong. Conform Catalogue of Life specia Melanagromyza dipetala nu are subspecii cunoscute.